# I. e. 100
Évszázadok: i. e. 2. század – i. e. 1. század – 1. század
Évtizedek: i. e. 150-es évek – i. e. 140-es évek – i. e. 130-as évek – i. e. 120-as évek – i. e. 110-es évek – i. e. 100-as évek – i. e. 90-es évek – i. e. 80-as évek – i. e. 70-es évek – i. e. 60-as évek – i. e. 50-es évek
Évek: i. e. 105 – i. e. 104 – i. e. 103 – i. e. 102 –  i. e. 101 – i. e. 100 – i. e. 99 – i. e. 98 – i. e. 97 – i. e. 96 – i. e. 95

## Események

### Róma
- Lucius Valerius Flaccust és Caius Mariust (hatodszor) választják consulnak.
- Marius, Lucius Appuleius Saturninus és Caius Servilius Glaucia szövetséget, egyfajta triumvirátust hoznak létre. Kölcsönös támogatásuknak köszönhetően Marius consullá, Saturninust néptribunussá, Glauciát praetorrá választják. Saturninus kiterjeszti korábbi veterántörvényének hatályát, eszerint a leszerelő katonák nem csak Africa provinciában, hanem a Pótól északra is kaphatnak földeket. Mivel a törvény azonos jogúként kezeli az itáliai szövetségeseket a római polgárokkal, zavargások törnek ki, mert a római szegények veszélyeztetve érzik jogaikat.
- Saturninust a következő évre is megválasztják néptribunusnak. Glaucia a consulságért indul, de az esélyesebb jelöltet Caius Memmiust támogatói agyonverik. A közvélemény ellenük fordul, a szenátus az állam ellenségének nyilvánítja Saturninust és Glauciát. Marius kénytelen erővel érvényt szerezni a határozatnak korábbi szövetségeseivel szemben és szétveri azok híveinek lázadását. A magát megadó Saturninust a Capitoliumon, a Curia Hostiliában helyezik őrizetbe, de a vele ellenséges szenátorok felmásznak a tetőre és a cserepekkel agyondobálják a volt néptribunust. Az elmenekült Glauciát kirángatják búvóhelyéről és meglincselik.

## Születések
- Caius Iulius Caesar, római hadvezér és államférfi
- Titus Labienus, római hadvezér és politikus
- Cornelius Nepos, római történetíró

## Halálozások
- Lucius Appuleius Saturninus római politikus
- Caius Servilius Glaucia, római politikus

## Fordítás
- Ez a szócikk részben vagy egészben  a(z)   100 BC című angol Wikipédia-szócikk ezen változatának fordításán alapul.  Az eredeti cikk szerkesztőit annak laptörténete sorolja fel. Ez a jelzés csupán a megfogalmazás eredetét és a szerzői jogokat jelzi, nem szolgál a cikkben szereplő információk forrásmegjelöléseként.